# Personentunnel

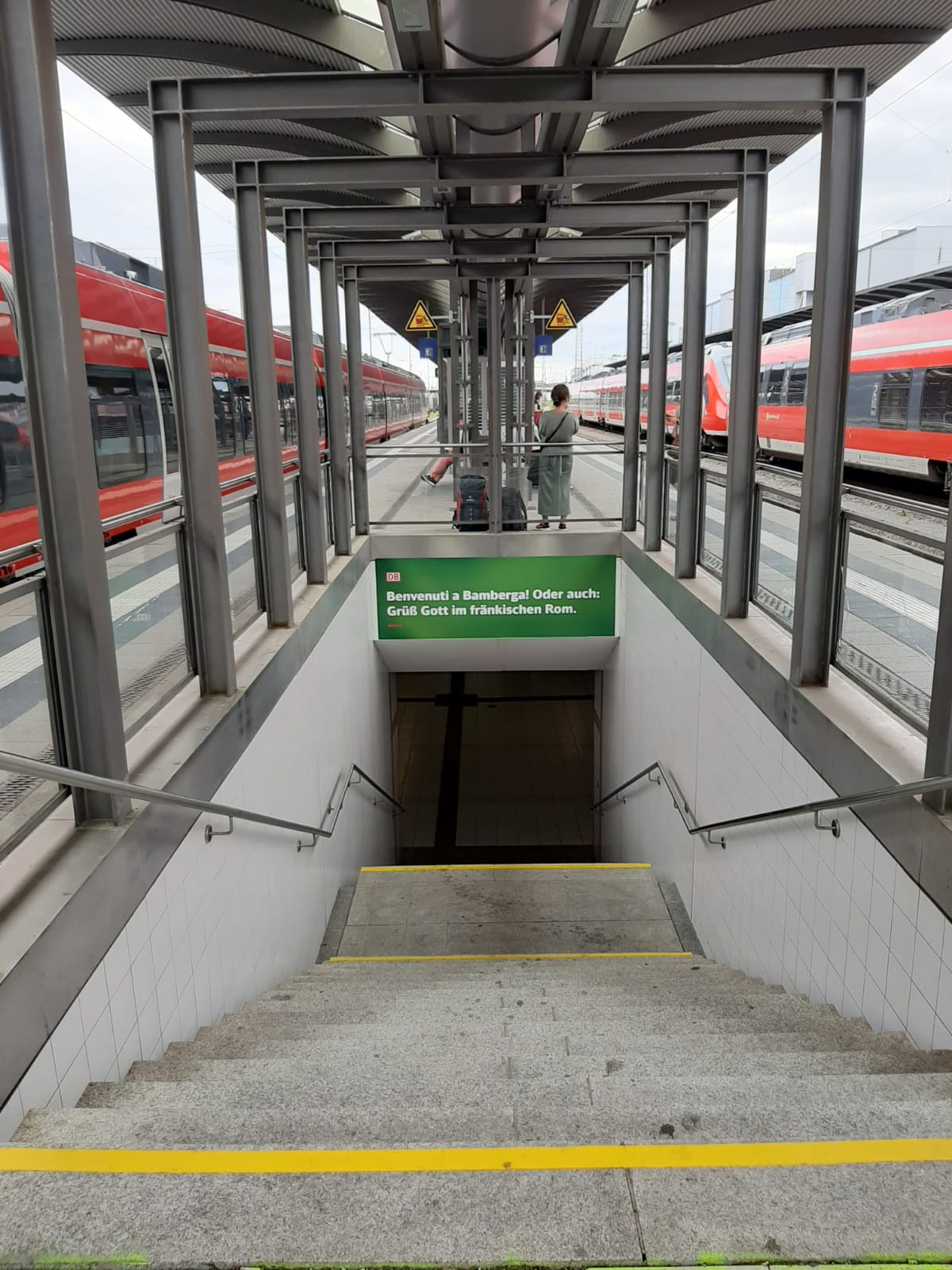
Eingang des Personentunnels im Bahnhof Bamberg

Mit Personentunnel bezeichnet man einen unter dem Bahnkörper eines Bahnhofs hindurch geführten Verbindungsgang (Unterführung). 
Er ermöglicht den Reisenden in Verbindung mit Treppen, Rampen oder Liften vom Bahnhofzugang zu den Bahnsteigen, von den Bahnsteigen zum Bahnhofsausgang sowie beim Umsteigen von Bahnsteig zu Bahnsteig zu gelangen, ohne Gleise in Schienenhöhe überschreiten zu müssen. Ebenso dienen Personentunnel als unterirdische Fußwege zur Verbindung von Straßen und Plätzen.
Personentunnel sind bei schwachem Verkehr oft enge Tunnel mit einer Minimalbreite von 1,5 bis 2 Meter, damit Passagiere mit Handgepäck aneinander vorbeigehen können. In Bahnhöfen der DB InfraGO AG soll die Breite von Personenunterführungen mindestens 2,5 Meter betragen und darf nur in bei beengten Platzverhältnissen und in Ausnahmefällen auf wenigstens 1,6 Meter abgesenkt werden. Bei stärkerer Besucherfrequenz werden Breiten von 4 bis 6 Metern und bei großem Verkehr von 10 Metern und mehr angelegt.

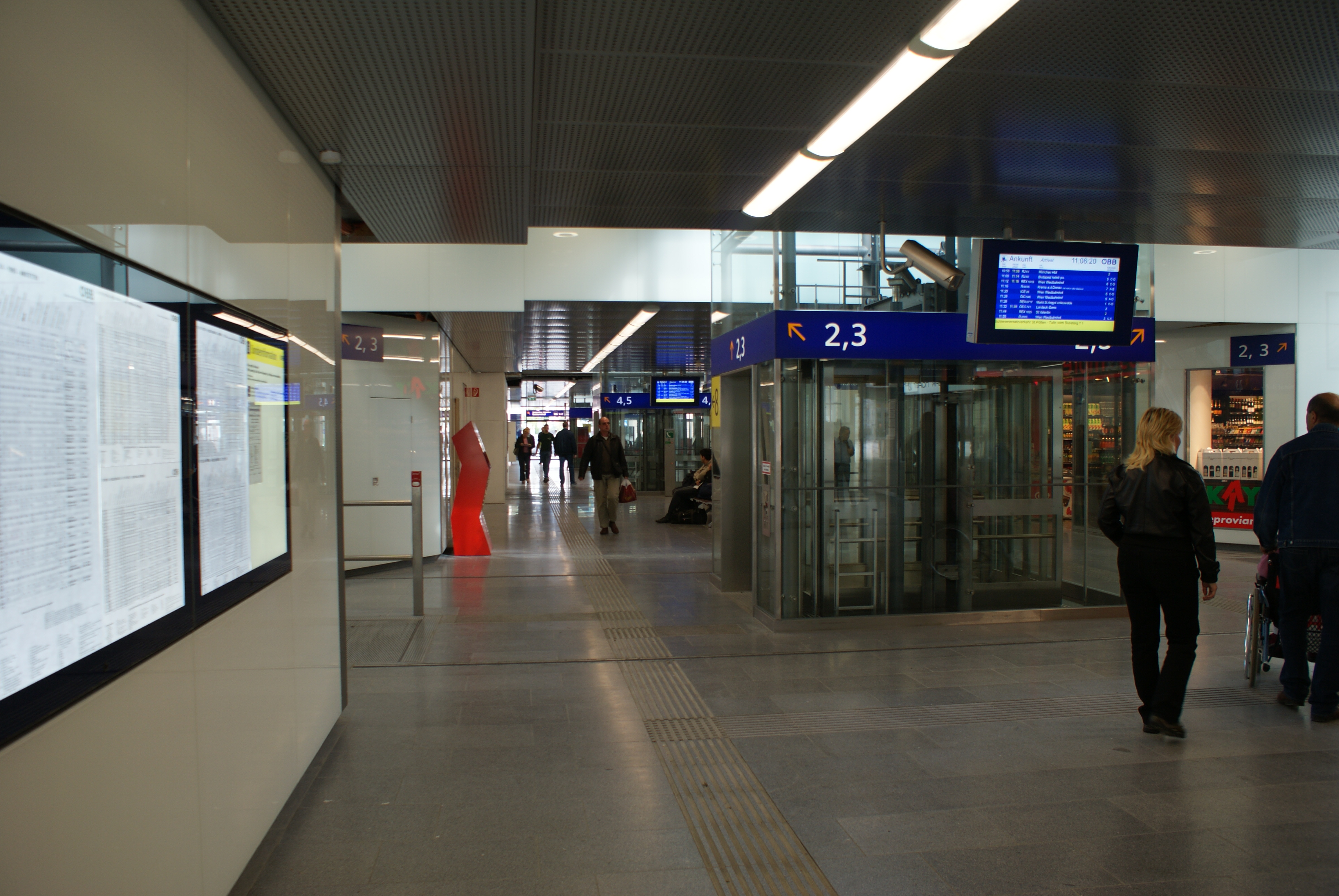
Der Personentunnel am St. Pöltner Hauptbahnhof wurde zu einer Passage ausgebaut.

Heute werden insbesondere in größeren Anlagen Unterführungen zum Teil so breit angelegt, dass neben den Zirkulationswegen darin verschiedene Läden und Gastronomiebetriebe oder ganze Einkaufspassagen Platz finden. Sie werden teilweise als Tunnelnetzwerke bis hin zu sogenannten „Untergrundstädten“ konzipiert.